# 大平地站
大平地站建于1964年，是成昆铁路上的一个已经废止的铁路车站，位于云南省禄丰县大德村大平地。
大平地站原隶属昆明铁路局管辖，北上距成都站1011公里，南下距昆明站89公里。